# Abdallah Sharif
Abdallah Sharif (Tripoli, 30 marzo 1985) è un ex calciatore libico, di ruolo centrocampista.

## Carriera

### Club
Ha sempre giocato nel campionato libico.

### Nazionale
Ha vestito la maglia della nazionale libica tra il 2010 e il 2012.